# Children of Armenia Fund
Children of Armenia Fund (COAF) (deutsch: die Wohltätigkeitsstiftung Kinder Armeniens, armenisch «Հայաստանի Մանուկներ» Բարեգործական Հիմնադրամ, ՔՈԱՖ:) ist eine gemeinnützige Nichtregierungsorganisation mit Hauptsitz in Armenien und den Vereinigten Staaten, die sich auf die kinderzentrierte Entwicklung des  ländlichen Armeniens konzentriert. Nach Angaben der Stiftung habe sie über 107.000 Begünstigte aus 64 ländlichen Gemeinden in 6 von 11 armenischen Provinzen betreut.
COAF wurde 2004 ins Leben gerufen, nachdem der Geschäftsmann Garo Armen das Dorf Karakert in der armenischen Region Armavir besuchte und das Ausmaß an Vernachlässigung der ländlichen Gebiet miterlebte. Folglich wurde COAF gegründet, um die Armut im ländlichen Armenien durch „Bildung, Gesundheitsversorgung, Kinder- und Familiendienste und wirtschaftliche Entwicklungsprogramme“ zu reduzieren.
Nach Angaben der Organisation habe sie über 107,000 Begünstigte aus 64 ländlichen Gemeinden in 7 von 11 armenischen Provinzen betreut.
Die erklärte Mission von COAF ist es, „Kindern und Erwachsenen durch COAF SMART-Initiativen Ressourcen zur Verfügung zu stellen, um ländliche Gemeinden durch Innovation voranzubringen“. Die Stiftung setzt sich für ein Armenien ein, in dem alle Kinder, Jugendlichen und ihre Familien die Möglichkeiten und Ressourcen haben, ihr volles Potenzial auszuschöpfen und zum Fortschritt der Welt um sie herum beizutragen.
In 2015 entwickelte COAF die COAF SMART Initiative, um systemische Lücken im ländlichen Armenien zu schließen. Die Organisation betont, dass diese Initiative darauf abzielt, ländliche Gemeinden voranzubringen, indem sie den Zugang zu umfassender Bildung, Technologie und Möglichkeiten durch einen zentralisierten Ansatz verbessert. Zu diesem Zweck wurde in der armenischen Provinz Lori das COAF SMART Center, ein technologiereiches Bildungszentrum, gegründet. Es steht der umliegenden ländlichen Bevölkerung offen und bietet im Rahmen eines SMART Citizenship Curriculums Nachmittagsprogramme für Kinder ab 3 Jahren an.
Die Organisation sieht das SMART Center als Modell für die ländliche Entwicklung und den Beginn eines Mentalitätswandels für eine ganze Generation. Seit der Eröffnung ihres ersten Campus in Lori hat sich COAF zum Ziel gesetzt, in jeder Region Armeniens ein SMART Center zu eröffnen.
Die Organisation erfüllt die Standards internationaler Bewertungsorganisationen für Wohltätigkeitsstiftungen wie GuideStar, Better Business Bureau und Charity Navigator.

## Geschichte
COAF wurde von dem amerikanisch-armenischen Geschäftsmann und Wissenschaftler Garo Armen gegründet, der in Istanbul, Türkei, geboren wurde und im Alter von 17 Jahren in die USA übersiedelte. Als promovierter Physiker strebte Armen immer nach neuen Methoden der Krebsbehandlung seit seine Mutter an Krebs gestorben ist. Dieser tragische Verlust veranlasste ihn, Agenus zu gründen, ein Biotechnologieunternehmen, das sich auf Immuntherapie konzentriert.
Garo Armen ist Träger der Ellis Island Medal of Honor für seinen humanitären Einsatz in Armenien. Er wurde vom armenischen Präsidenten mit der Mkhitar-Heratsi-Medaille ausgezeichnet. Er ist auch der Empfänger der Goldenen Medaille, die vom Provinzgouverneur von Armavir für seine Investitionen in der Region verliehen wird. Darüber hinaus wurde ihm die Ehrenmedaille seitens des armenischen Premierministers verliehen.
Laut Armen begann sein Engagement in Armenien im Jahr 2000 durch verschiedene Projekte, darunter zählen die finanzielle Unterstützung für Schulen, Waisenhäuser und ein Minenräumungsprojekt in Artsakh. Die Idee, COAF zu gründen, wurde von einer Reise durch Armeniens Dörfer im Jahr 2003 inspiriert, als Armen zusammen mit einer Gruppe von Diaspora-Armeniern eines der ärmsten Dörfer in der Region Armavir, Karakert, besuchte. Für Armen war die Erkenntnis, dass die Dorfbewohner keinen Zugang zu Trinkwasser hatten und gezwungen waren, es von der nächsten Stadt zu kaufen, ein entscheidender Antrieb für die Gründung von COAF.
Die Arbeit von COAF begann damit, den Mangel an Wasser, Heizungssystemen und sanitären Einrichtungen durch notwendige Infrastrukturverbesserungen zu beheben. In 2004 begann COAF mit den ersten Spenden der Organisation mit der Renovierung der Karakert-Schule.
Später begann COAF, gemeindebasierte Ansätze zu implementieren, um von Einheimischen aufgeworfene Probleme anzugehen. Basierend auf den Forschungsergebnissen priorisierte die Organisation vier Entwicklungsbereiche: Bildung, Gesundheit, Kinder- und Familiendienste und Wirtschaft. COAF betont, dass diese Bemühungen von laufenden Verbesserungen der Infrastruktur begleitet werden.
Nach Abschluss der Renovierung des Kindergartens, der Krankenstation und des Gemeindezentrums in Karakert im Jahr 2005 begannen nahe gelegene Dörfer der Region Armavir, sich den Programmen von COAF anzuschließen. Infolgedessen weitete COAF seine Reichweite auf 18 Dörfer in Armavir aus, implementierte Programme zum Engagement für die Gemeinschaft und führte einen Lehrplan für einen gesunden Lebensstil in Schulen, außerschulische Programme, psychologische Unterstützung, professionelle Schulungen und Supervision durch COAF-Experten ein.
10 Jahre nach ihrer Gründung kündigte die Organisation 2014 die Aufnahme weiterer Dörfer in ihr Netzwerk an. Zu diesem Zweck eröffnete COAF im Mai 2018 das erste COAF SMART Center in Debet, Lori. Das COAF SMART Center ist ein regionales Bildungszentrum, das darauf ausgelegt ist, mehr Dorfbewohner mit den Programmen und Möglichkeiten von COAF zu verbinden und verschiedene Regionen durch die Ausrichtung organisationsweiter Veranstaltungen zusammenzubringen. Es bietet eine breite Palette von Ressourcen für Kinder und ihre Familien durch technologisch fortschrittliche Klassenzimmer und Labore. Die Organisation behauptet, den Zugang zu allen Gemeinden sicherzustellen, indem sie Transporte zu und von Dörfern bereitstellt.
Die im COAF SMART Center angebotenen After-School-Programme von COAF sind Teil des SMART Citizenship Curriculums. Der Name unterstreicht die erklärte Mission von COAF, SMARTe Bürger zu schaffen, die in der Lage sind, zum Fortschritt ihrer Gemeinden und der Welt um sie herum beizutragen. Kollaborative Bildung, einschließlich projektbasiertem und handlungsbasiertem Lernen in kognitiven, affektiven und psychomotorischen Bereichen, steht im Mittelpunkt des SMART Citizenship Curriculums von COAF.
Über ihren Verantwortungsbereich hinaus startete die Organisation nach den viertägigen Auseinandersetzungen in Artsakh eine humanitäre Mission in Artsakh, die Erste-Hilfe-Programme und psychologische Unterstützung sowie Sommercamps durchführte.
Nach aktuellen Angaben ist COAF in sechs Regionen Armeniens tätig und hat seit 2004 über 50 Millionen US-Dollar in ländliche Entwicklungsprojekte investiert.

## Bilder

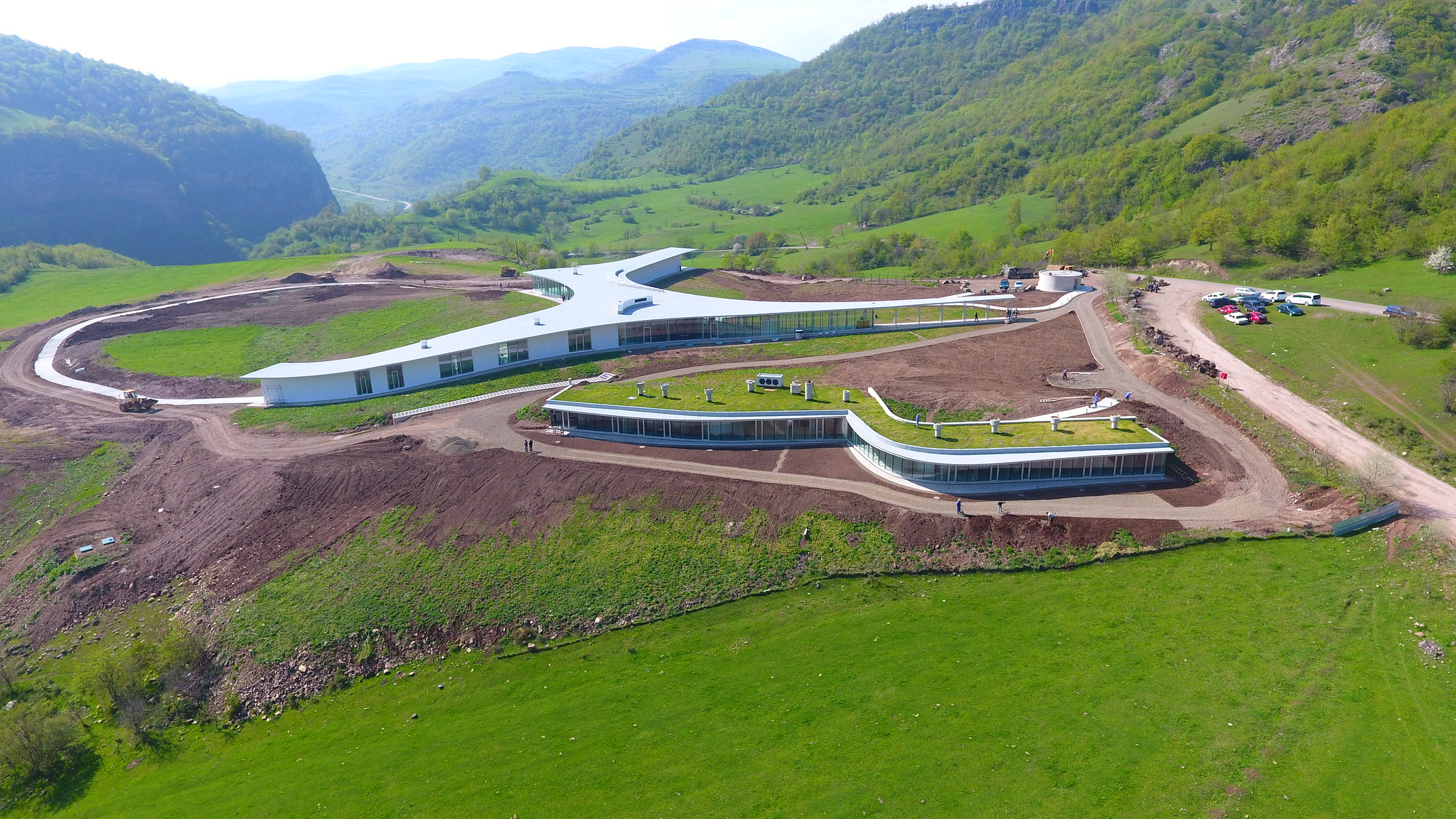
COAF SMART Center & Concept Hotel by COAF
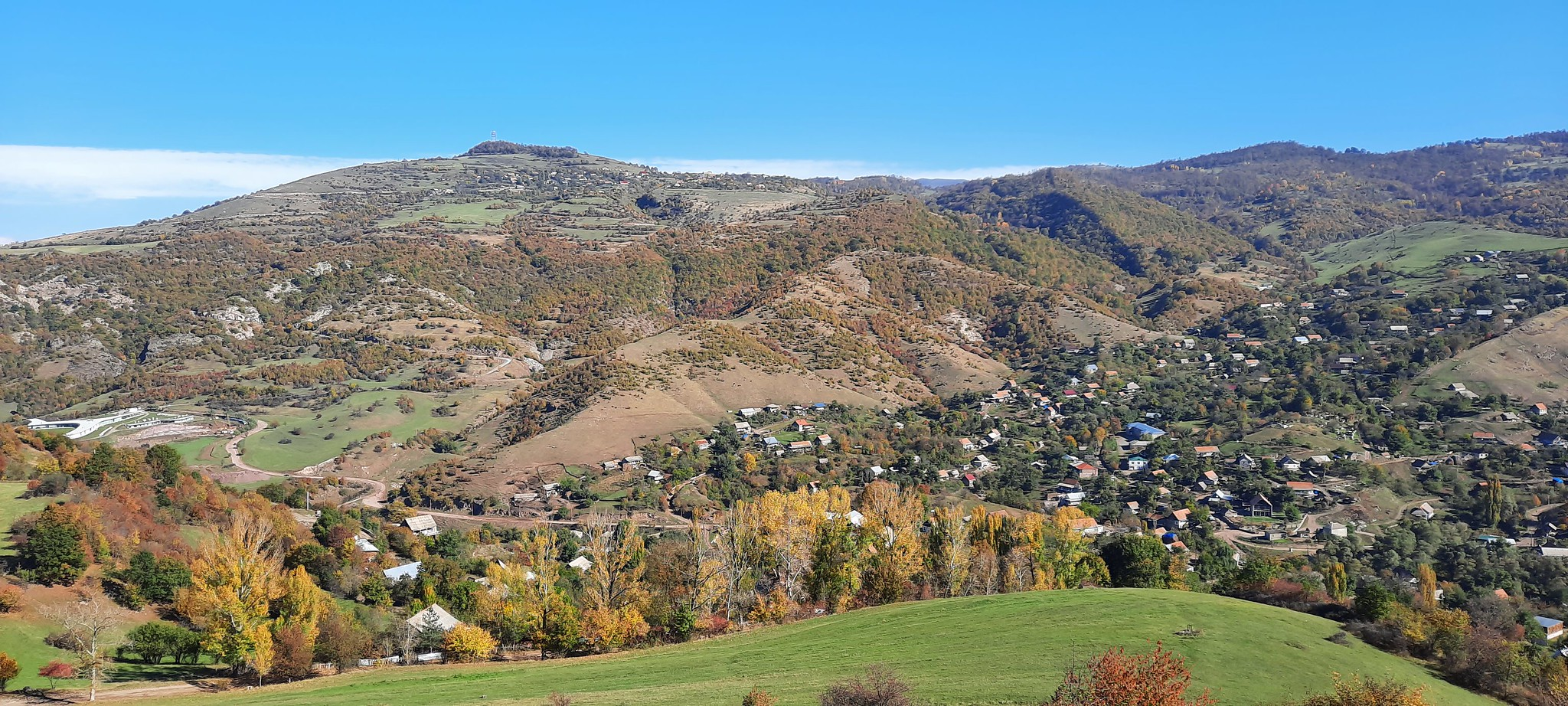
Das Dorf Debet, Lori, Armenien
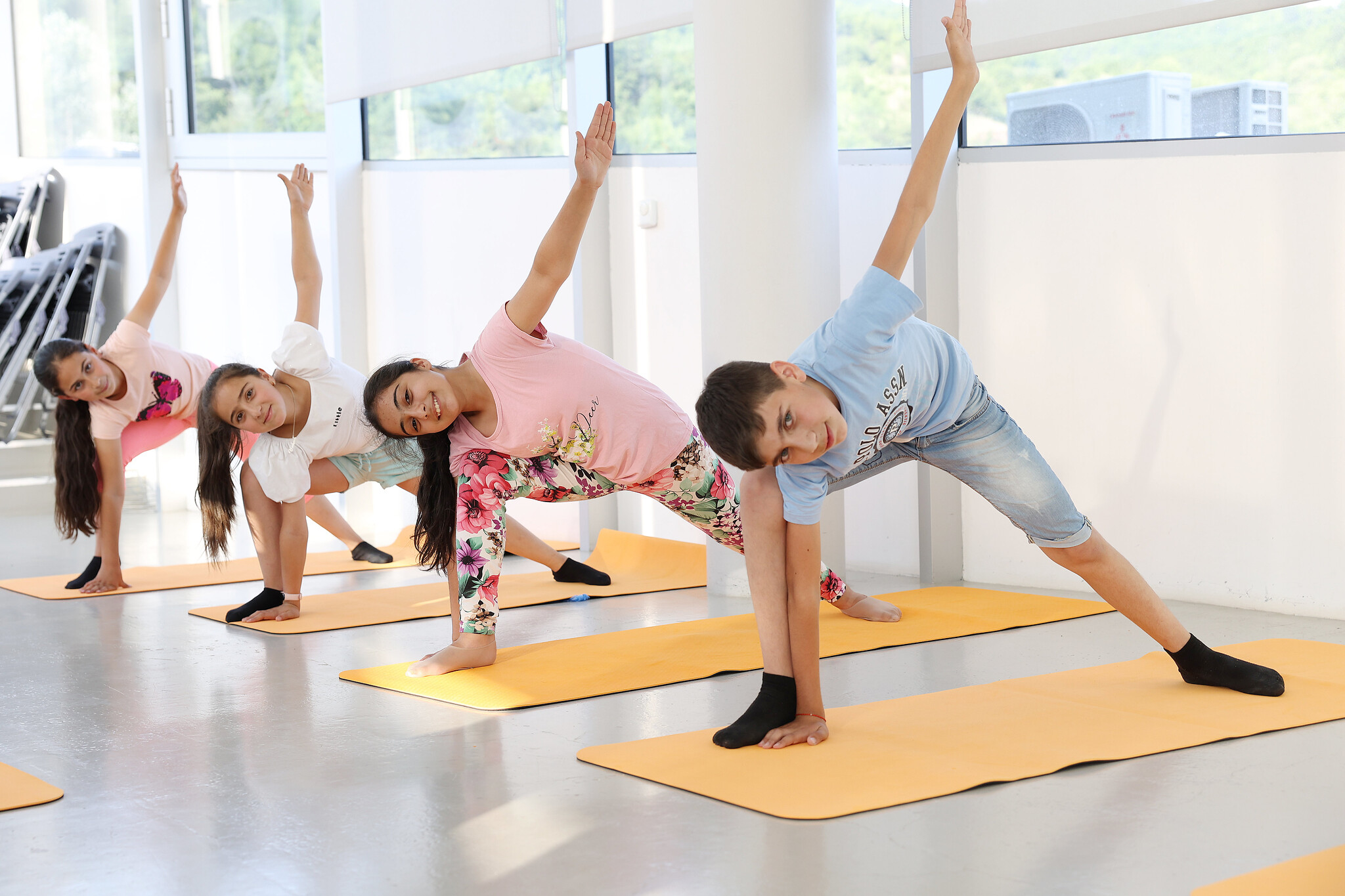
SMART Programm, Yoga
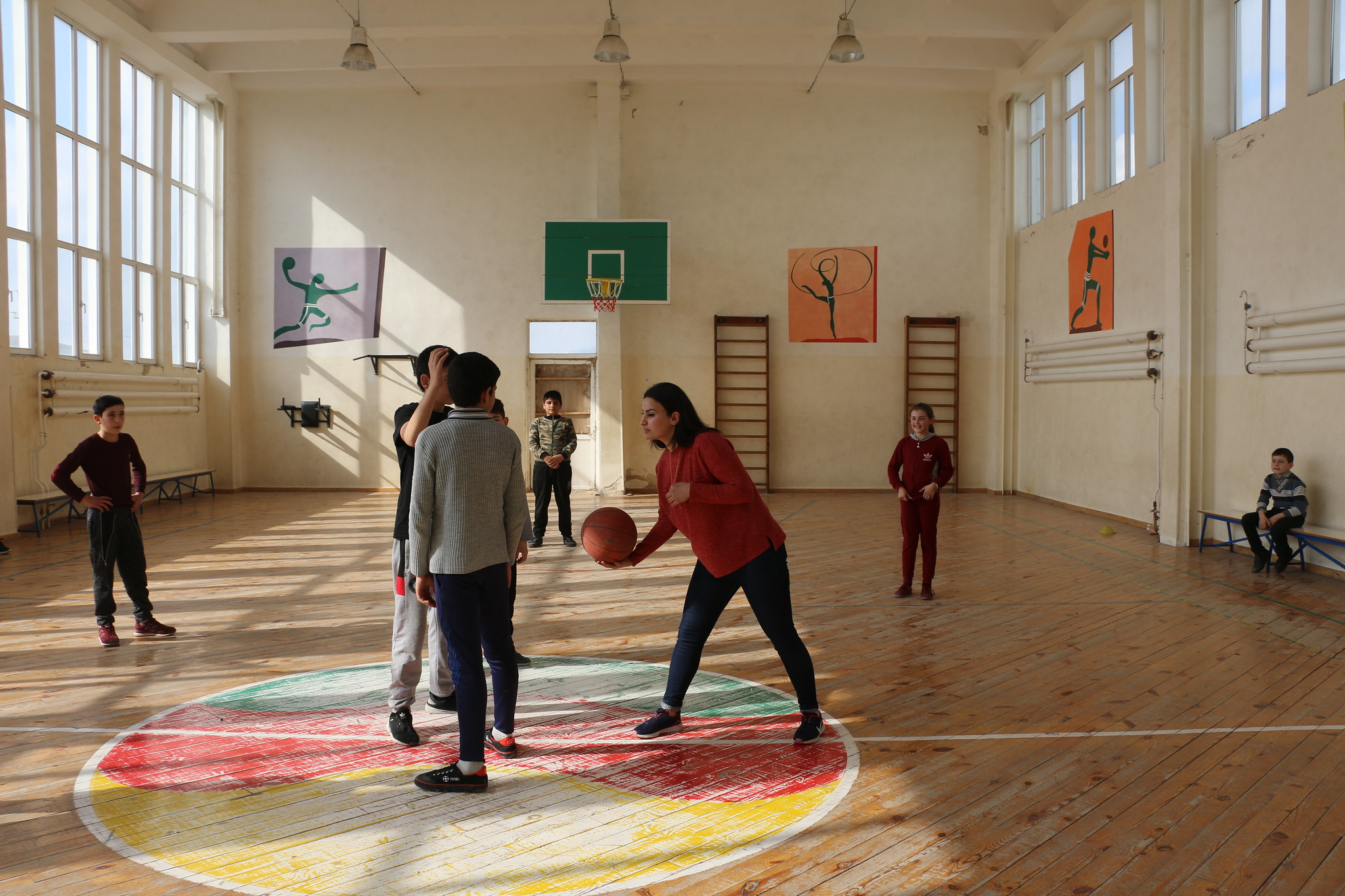
Basketballunterricht in Karaket, Armavir
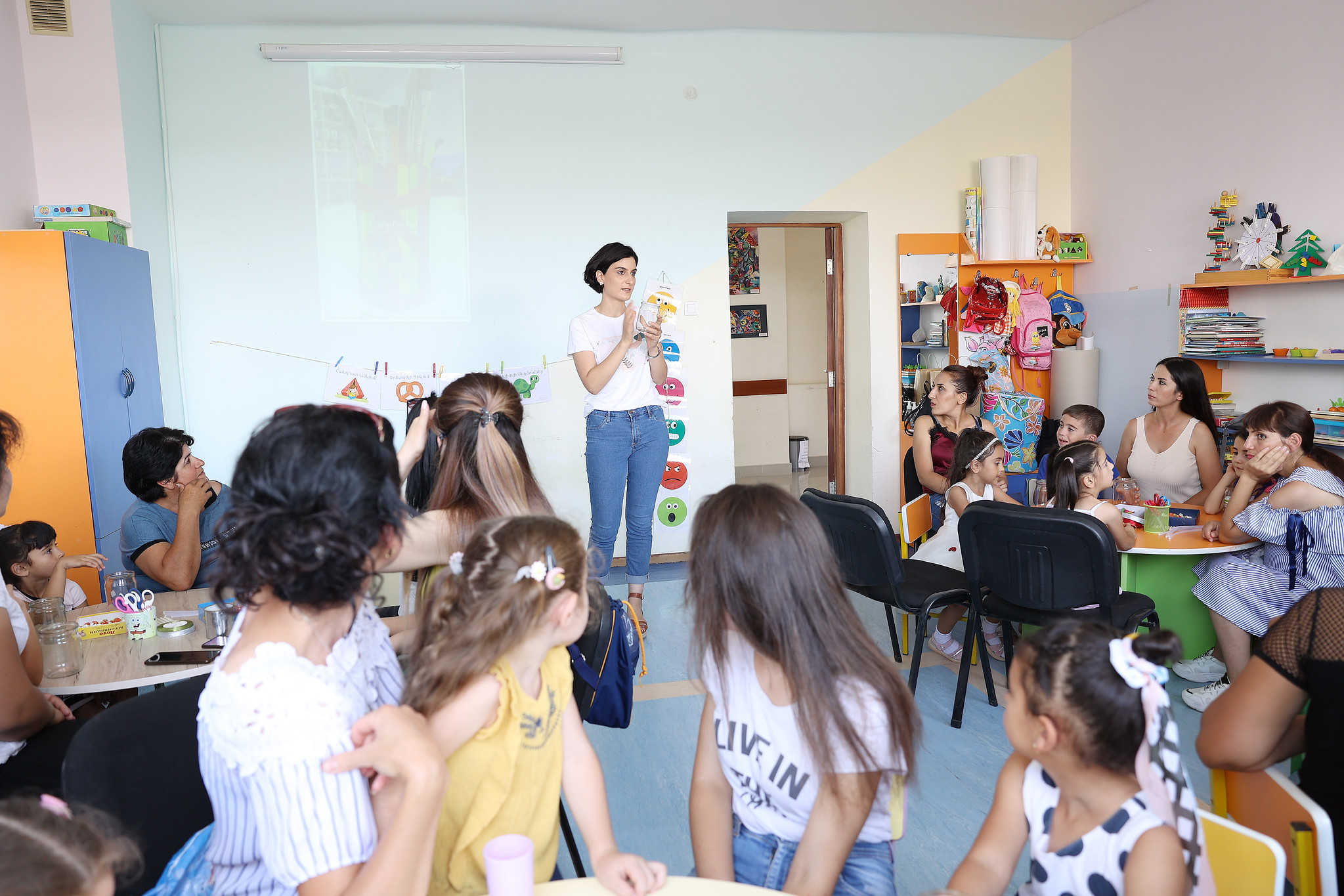
COAFs Kinderentwicklungsprogramm in Myasnikyan, Armavir
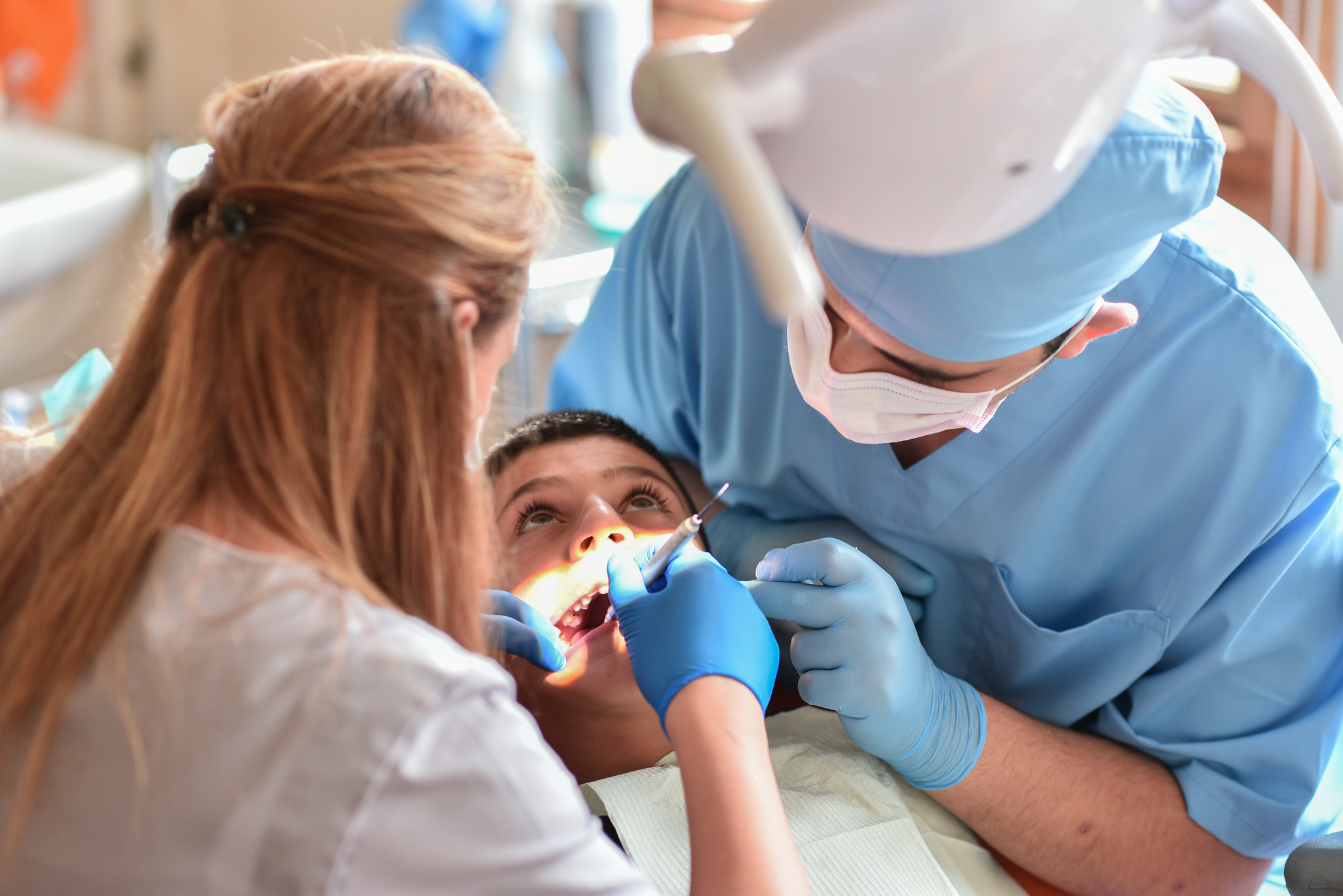
COAF Gesundheitsvorsorge

## Struktur
COAF unterteilt seine Aktivitäten in zwei Komponenten: die Dorfprogramme und die SMART-Programme.

### COAF-Dorfprogramme
Dorfprogramme umfassen die Programme und Dienstleistungen von COAF, die Dörfern und ländlichen Regionen auf individueller Basis angeboten werden und auf einem gemeinschaftsbasierten, ganzheitlichen Ansatz basieren. Neben Infrastrukturverbesserungen umfasst dies die Umsetzung von Bildungs-, Gesundheits-, Kinder- und Familiendiensten sowie Programmen zur wirtschaftlichen Entwicklung zur Stärkung ländlicher Gemeinden.

#### 1. Bildung
Das COAF-Bildungsprogramm arbeitet eng mit Dorfschulen zusammen und konzentriert sich auf die Förderung der Kreativität, des kritischen Denkens, der Talente und des Potenzials der Schüler sowohl innerhalb als auch außerhalb der Schule. Die Programme werden in Form von außerschulischen Clubs angeboten.
Für Kinder der Klassen 3–5:
- Malerei
- Maschinenbau
- Judo
- Basketball

Bürgerschaftliche Erziehungsprogramme werden von Schülern der Klassen 6–10 besucht:
- Debattierclub
- „Aflatoun“ sozial-finanzielle Ausbildung

Darüber hinaus ermöglicht die Partnerschaft von COAF mit der US-Botschaft in Armenien Folgendes anzubieten:
- ein Zugangs-Mikrostipendienprogramm, das entwickelt wurde, um armenischen Jugendlichen im ländlichen Raum Englischunterricht zu bieten, damit sie ihre Sprachfähigkeiten üben und die Kultur der Vereinigten Staaten kennenlernen können․
- Online-Englischkurse für Sprachlerner in abgelegenen Regionen Armeniens, wo Ressourcen zum Erlernen neuer Sprachen entweder begrenzt oder nicht vorhanden sind.

Die Karriereförderung beginnt mit dem Berufsorientierungsprogramm für Schüler der Klassenstufen 7–12. Dies wird begleitet von Stipendien, Mentoring und Praktika sowie einer Schulungsreihe zur Förderung der Beschäftigungsfähigkeit für COAF-Alumni.

#### 2. Gesundheitswesen
COAF-Gesundheitsprogramme sollen die Qualität der primären Gesundheitsversorgung in ländlichen Gebieten verbessern. Sie konzentrieren sich auf die Prävention und Früherkennung von Krankheiten und fördern einen gesunden Lebensstil vom Grundschulalter. Für die Organisation umfasst der Kapazitätsaufbau im Gesundheitsamt die praktische Ausbildung der Gesundheitsverwaltung und des medizinischen Personals sowie die Revitalisierung der Gesundheitseinrichtungen.
Die Gesundheitsdienste umfassen die Früherkennung von Brust-, Schilddrüsen- und Prostatakrebs durch:
- klinische Untersuchungen,
- Ultraschalluntersuchungen
- Mammografie, Biopsie und hormonelle Untersuchungen.

COAF's Ansatz zur Verbesserung der Zahnhygiene der Dorfbewohner umfasst die Aufklärung der Kinder in der Mundhygiene, die Fluoridierung der Zähne, die Gewährleistung von regelmäßigem Zähneputzen durch die Einrichtung spezieller Stationen (Brushodromes) in den Schulen und die Versorgung der Schüler der 1. und 2. Klasse mit Zahnpasta und Zahnbürsten.
In Zusammenarbeit mit der Armenian American Health Professionals Organization (AAHPO) führt COAF internationale Missionen durch, durch die sie jährliche Besuche internationaler medizinischer Fachkräfte in Armenien organisiert, um in den Dörfern kostenlose medizinische Hilfe zu leisten. COAF arbeitet auch eng mit Ärzten aus Großbritannien und Kanada zusammen, deren Besuche in Armenien Ärzteschulungen umfassen, um lokalen Ärzten und Krankenschwestern neue Methoden und Werkzeuge zur Verfügung zu stellen, sowie Gesundheitsuntersuchungen und Beratungen für Landbewohner in Armenien.
In Zusammenarbeit mit dem Welternährungsprogramm hat COAF die Renovierung von Schulkantinen abgeschlossen und fast 2.500 Grundschulkinder in fünf Regionen mit gesundem Essen versorgt.

#### 3. Kinder- und Familiendienste
COAF bietet soziale Unterstützung durch Logopädie, psychologische Hilfe, Sozialarbeit und Kinderentwicklungsdienste für Kinder mit Lernschwierigkeiten und ihre Familien.
COAF's Sozialarbeit ist in COAF-begünstigten Dörfern etabliert. Um den Fachkräftemangel in den Dörfern zu beheben, findet COAF Fachkräfte und bildet sie aus. Diese Sozialarbeiter unterstützen Familien und Kinder in ländlichen Gemeinden individuell und in Gruppen. Sie identifizieren auch Themen wie Mobbing, häusliche Gewalt, zwischenmenschliche Probleme und Barrieren für Menschen mit Behinderungen, während sie sowohl einzeln als auch mit der gesamten Gemeinschaft arbeiten.
Die psychologischen Dienste von COAF umfassen indidvidualle Arbeit mit Kindergärten, Schulen, Familien und Dorfbewohnern zusammen. Die Organisation betont, dass eine Berufsausbildung in diesem Bereich in ländlichen Gemeinden nicht üblich ist, und identifiziert daher mögliche Spezialisten, die sie ausbildet und denen sie während der Vertragslaufzeit Anleitung, Wissen und professionelle Aufsicht bietet. Als Instrument zur Veränderung der Denkweise in der Gemeinde implementiert COAF ein neues Kunsttherapieprogramm namens Drama Therapy, das Kindern hilft, sich zu öffnen und sich auf kreative und konstruktive Weise auszudrücken, und umfasst auch Menschen mit Behinderungen.
Ein weiterer Bestandteil des Programms für Kinder- und Familiendienste ist die Einrichtung von Kinderentwicklungszentren. Diese renovierten Einrichtungen bieten ein unterstützendes Umfeld, um die frühkindliche Entwicklung zu fördern. Sie bieten sowohl Lern- als auch Erholungsbereiche für Kinder und sind mit Spielzeugen und Aktivitäten ausgestattet, die eine Möglichkeit zur Selbstentfaltung bieten.

#### 4. Wirtschaftliche Entwicklung
Eines der erklärten Ziele von COAF ist es, in Armenien wirtschaftliche Vitalität zu erreichen und Erwachsenen und jungen Menschen das Potenzial für Chancen und Wachstum in den Dörfern aufzuzeigen.
Zu der von COAF bereitgestellten Unterstützung zur wirtschaftlichen Entwicklung gehören zinslose Kredite für lokale Unternehmen, Unternehmerschulungen für Gymnasiasten und die Installation von Bewässerungsanlagen. Diese Programme zielen darauf ab, den Bewohnern die Mittel zur Verfügung zu stellen, die sie benötigen, um erfolgreich zu sein und Einkommen zu generieren, und fördern eine tiefere Verbindung zwischen den Bürgern und ihren Gemeinden.

### SMART-Initiativen
COAF SMART ist eine kollektive und individuelle Entwicklungsinitiative, ein innovativer Ansatz zur Verbesserung der Lebensqualität. Die SMART-Initiative findet Einsatz auf dem COAF SMART Campus, ein regionales Zentrum, das hochwertige Bildung in ländliche Gebiete bringen und gleichzeitig als touristische Attraktion zur Wiederbelebung der Wirtschaft dienen soll.
Der erste und bisher einzige SMART Campus befindet sich in der Lori-Region in Armenien, in der Nähe des Dorfes Debet. Es besteht aus dem COAF SMART Center und dem Concept Hotel by COAF. COAF arbeitet an der Erweiterung des Campus durch den Bau eines Conference Centers und eines SMART Sports Complex, welche den MICE-Tourismus (Meetings, Incentives, Conferences, Exhibitions) vorantreiben und zur lokalen Wirtschaft beitragen sollen. Der SMART Campus befindet sich auf 50 Hektar Land und ist für über 250.000 Menschen aus der ganzen Region zugänglich.

#### 1. COAF SMART Center
Das SMART Center in Lori wurde am 27. Mai 2018 eröffnet und ist ein technologisch fortschrittliches und innovatives Bildungszentrum, in dem Kinder Sprachen, Computerkenntnisse, Robotik, Medienkompetenz, Design, Musik, Landwirtschaft und mehr lernen.
Der Besuch des SMART Centers ist kostenlos. Der Transport zwischen den Dörfern und dem SMART Center wird von der Organisation bereitgestellt.
Das Zentrum bietet außerschulische Bildung und Aktivitäten für die lokale Jugend an. Sie haben nicht nur die Möglichkeit, den regulären Unterricht zu besuchen, sondern können auch an Festivals, Meisterkursen, Konzerten und Gastrednerschulungen teilnehmen.
Der Libanesen-Armenier Paul Kaloustian ist der Architekt des COAF SMART Centers. Das Gebäude wurde so konzipiert, dass es sich der Landschaft anpasst und im Einklang mit seiner natürlichen Umgebung steht.

#### 2. Concept Hotel by COAF
Concept Hotel by COAF ist ein Sozialunternehmen direkt neben dem SMART Center. Es trägt zum lokalen Wirtschaftswachstum bei mittels
- Ausbildung von Einheimischen im Bereich Gastgewerbe und Tourismus,
- Schaffung neuer Beschäftigungsmöglichkeiten und
- Touristenattraktion.

Das Hotel wurde 2019 eröffnet und verfügt über 12 Standard- und Premium-Zimmer. Das architektonische Design ist von einem minimalistischen, industriellen Stil inspiriert.

#### 3. Visitor Center by COAF
COAF's Besucherzentrum ist ein Touristeninformationszentrum an der Kreuzung der Straßen von Vanadzor nach Alaverdi (M6) und Dsegh (H22) und dient sowohl Bildungs- als auch kommerziellen Zwecken. Es bietet den Touristen die notwendigen Dienstleistungen (Geldautomat, Zahlterminal, Getränke, Snacks, Tankstellen, Ladesport usw.) und Informationen über die Region Lori und insbesondere das SMART Center.

#### 4. COAF Conference Center
Das Conference Center ist ein weiteres Sozialunternehmen, dessen Gewinne in die Entwicklungsprogramme der Organisation reinvestiert werden. Das Zentrum soll den Strom von Touristen und Organisationen nach Lori stimulieren. Ziel ist es, das wichtigste regionale Zentrum für Konferenzen, Berufsbildung, Sommerschulen und Austauschprogramme für lokale und internationale Organisationen zu werden. Das Zentrum wird 22 Hotelzimmer enthalten, um Gäste zu beherbergen.

#### 5. COAF SMART Sports Complex
Der COAF SMART Sports Complex zielt auf die Förderung eines gesunden Lebensstils in den ländlichen Gebieten in Lori ab. Die 3100 m² große Sportanlage wird eine breite Palette an Indoor- und Outdoor-Sportmöglichkeiten für Kinder in ländlichen Regionen bieten, darunter ein olympisches Schwimmbecken, ein Fitnessstudio, ein Tennisplatz, eine Radstrecke und mehr. Gleichzeitig ist der Neuzugang auf dem SMART Campus das dritte Sozialunternehmen von COAF, das für Sportveranstaltungen, Firmenretreats, Schulungen und Meetings zur Verfügung steht. Alle Gewinne werden an die Programme von COAF gespendet.

#### 6. COAF SMART-Rooms
Vor der Eröffnung des COAF SMART Centers hatte COAF SMART Rooms in den Dörfern eingeführt. Diese Schulungsräume verfügen über die notwendige Ausstattung und Internetverbindung, um den Menschen vor Ort neue Möglichkeiten zu bieten und Gemeinschaften miteinander und mit der Welt zu verbinden. Durch die Installation von SMART-Räumen möchte die Organisation Bildung in den Bereichen Selbstentwicklung, Medizin, Sozialdienste, Computerkenntnisse und Medienkompetenz bieten.
Diese Räume sind in den Regionen Lori und Tavush vorhanden und ermöglichen es den Menschen, ihre Ausbildung während der Wintermonate fortzusetzen, wenn das Reisen in der Region Lori schwierig ist. SMART-Räume sind nicht nur für die Landjugend, sondern auch für benachbarte Gemeinden zugänglich.

#### 7. SMART Village
Die Organisation hat eine SMART-Dorf-Initiative gestartet, die darauf abzielt, armenische Dörfer in SMART-Gemeinden umzuwandeln. COAF hat das Dorf Debet in der Region Lori als Pilotprojekt ausgewählt, wo die Organisation darauf abzielt, Kapazitätsaufbau, wirtschaftliche Entwicklung und Infrastrukturprojekte durchzuführen. Infrastrukturverbesserungen umfassen die Renovierung der Dorfschule, des Kindergartens und des Gemeindegebäudes, die Reparatur der Straßen und Dächer sowie die Installation von Straßenbeleuchtung und einer Highspeed-Internetverbindung.

## Spendenaktion
Jedes Jahr im Dezember veranstaltet COAF eine Spendengala in New York City. Freunde und Philanthropen kommen zusammen, um den Erfolg des Jahres zu feiern, hören die persönlichen Geschichten der Kinder aus armenischen Dörfern und erfahren mehr über die Wirkung von COAF. Die jährliche COAF-Gala besteht aus einem Charity-Dinner, einem Konzert, einer Live-Auktion und einer stillen Auktion.
COAF sammelt jedes Jahr Millionen von Dollar, um seine Programme für das nächste Jahr umzusetzen.
Darüber hinaus unterhält COAF starke Partnerschaften mit verschiedenen Unternehmen und Institutionen, wie der armenischen Regierung und der Regierung der Vereinigten Staaten, internationalen Organisationen, Banken und lokalen Unternehmen, die eine nachhaltige CSR verfolgen.

## Organisationsstruktur
COAF hat zwei Hauptsitze – einen in New York City und einen in Jerewan, Armenien.
Das New Yorker Büro konzentriert sich hauptsächlich auf die Bereiche Fundraising, Spenderbeziehungen und die jährliche COAF-Gala. Auch der Vorstand hat seinen Sitz in New York.
Das Büro in Jerewan ist verantwortlich für die Feldarbeit, die Programmimplementierung, neue Initiativen, die Überwachung der Auswirkungen, die Anleitung zur Förderung der Gemeinde, die Beziehungen zu den Behörden, die Zusammenarbeit mit Partnern, die Ausbildung von Spezialisten und die Stärkung der Kinder.
Der Geschäftsführer von COAF ist Liana Ghaltaghchyan. Das COAF-Personal besteht aus 140 Mitarbeitern und mehr als 200 Auftragnehmern in armenischen Regionen und Dörfern.